# Stödfamilj
En stödfamilj eller kontaktfamilj ger en annan familj avlastning genom att ta emot och passa ett barn eller en ungdom en eller två helger i månaden. Ofta är det en ensamstående förälder eller föräldrar till barn med funktionsnedsättning som söker stödfamilj. Barnets funktionsnedsättning är ofta psykisk, och det är för det mesta föräldrar till barn med utvecklingsstörning, autism, Aspergers syndrom, ADHD eller Downs syndrom som söker stödfamilj. Barnen är vanligtvis 4-10 år gamla, men ungdomar och i vissa fall vuxna påträffas också.
Hemma hos stödfamiljen brukar barnet göra vardagliga saker tillsammans med familjen, till exempel att gå på bio. Samtidigt övar det sig på sociala situationer, får miljöombyte och ett större socialt kontaktnät. 
En stödfamilj kan vara en ensamstående människa eller en familj som redan har barn.
Om man vill bli stödfamilj, intervjuas man och går igenom en kontroll av polis- och socialregister.
Några krav är att man har tid, intresse och utrymme för ett barn, att man tycker om andra människor och att ens livssituation är stabil. Stödfamiljen kan bo på landet eller i stan. Erfarenhet eller utbildning krävs vanligen inte.
Stödfamiljer får ersättning per dygn de tar hand om barnet, i form av extra matkostnader och andra utgifter. Ersättningen räknas ut efter barnets ålder och hur krävande det är att ta hand om.

### Fotnoter
1. ↑  ”Arkiverade kopian”. Arkiverad från originalet den 14 maj 2011. https://web.archive.org/web/20110514180629/http://www.linkoping.se/Stod-omsorg/Dolda-sidor/Du-behovs/Kontaktfamilj-stodfamilj/. Läst 23 mars 2011.
2. ↑  http://www.vasteras.se/Tvarsnittsdokument/N%C3%A4mnden%20f%C3%B6r%20funktionshindrade/Bli%20st%C3%B6dfamilj%20-%20en%20v%C3%A4rdefull%20insats.pdf
3. ↑  ”Arkiverade kopian”. Arkiverad från originalet den 26 juni 2011. https://web.archive.org/web/20110626151507/http://norrkoping.se/vard-omsorg/funktionsnedsattning/stodfamilj/. Läst 28 mars 2011.